# روبرت جونز (لاعب كريكت)
روبرت جونز (1 مايو 1981 - ) (بالإنجليزية: Robert Jones)‏ هو لاعب كريكت بريطاني. لعب مع Buckinghamshire County Cricket Club ‏.